# Parque La Granja (Zaragoza)
El parque La Granja es un parque de Zaragoza situado en el distrito de San José situado en torno a las avenidas Tenor Fleta y Cesario Alierta.

## Descripción
Se trata de un parque de tamaño medio, 35 934 m² dispuestos en forma de V, equipado con pistas de deportivas y zonas de juegos infantiles. El recinto se completa con un lago y una fuente ornamental.

## Monumentos y lugares de interés

### Aragón en la Hispanidad

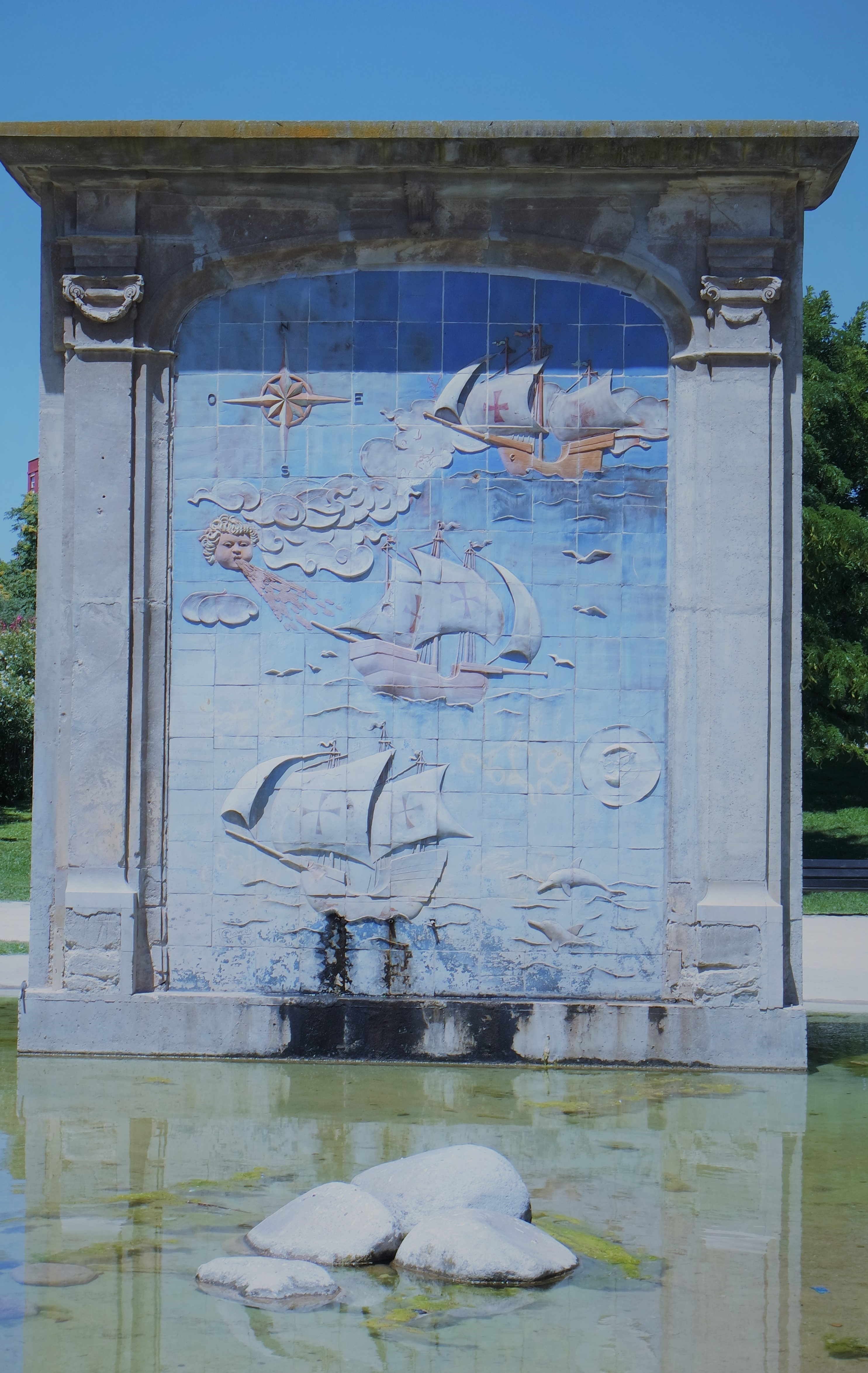
Aragón en la Hispanidad

Situado a los pies de la fuente se trata de un muro de 4,5 metros de altura de piedra y hormigón en el aparece representado en cerámica de gres termorrefractario un mapa de América y en el señalados los lugares con nombre aragonés, muestra de esta manera la importancia de Aragón en el continente.Se construyó en 1989 y es obra de Rafael Barnola Usano.

### Reloj de Sol

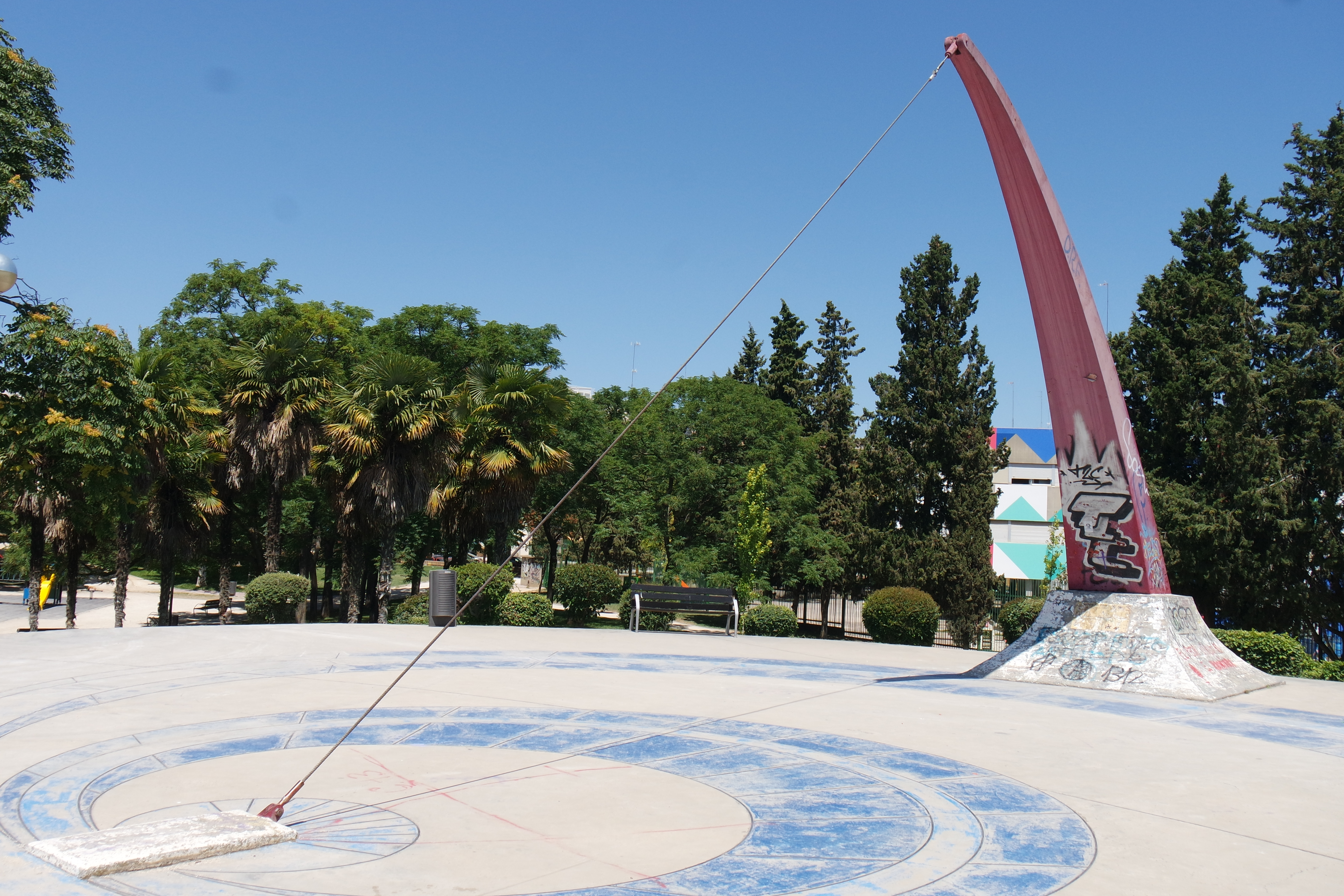
Reloj de sol

Se trata de un original reloj de sol de 8 metros de altura y 5 de diámetro la hora es marcada por un mástil de hierro sujeto a una superficie curva. Fue construido en 1989 obra también de Rafael Barnola Usano.